# Exocentrus kuluensis
Exocentrus kuluensis är en skalbaggsart som beskrevs av Stefan von Breuning 1957. Exocentrus kuluensis ingår i släktet Exocentrus och familjen långhorningar. Inga underarter finns listade i Catalogue of Life.